# سایتو توشی‌هارو
سایتو توشی‌هارو (به ژاپنی: 斎藤利治); سامورایی، کوچکترین پسر سایتو دوسان (دایمیوی ولایت مینو)، اهل ژاپن بود. مادر وی اومی نو کاتا نام داشت و خواهر آکچی میتسوتسونا پدر آکچی میتسوهیده بود. وی در خدمت پسر ارشد اودا نوبوناگا، اودا نوبوتادا بود و در حادثه معبد هوننو کشته شد.